# Camilla Zach-Dorn

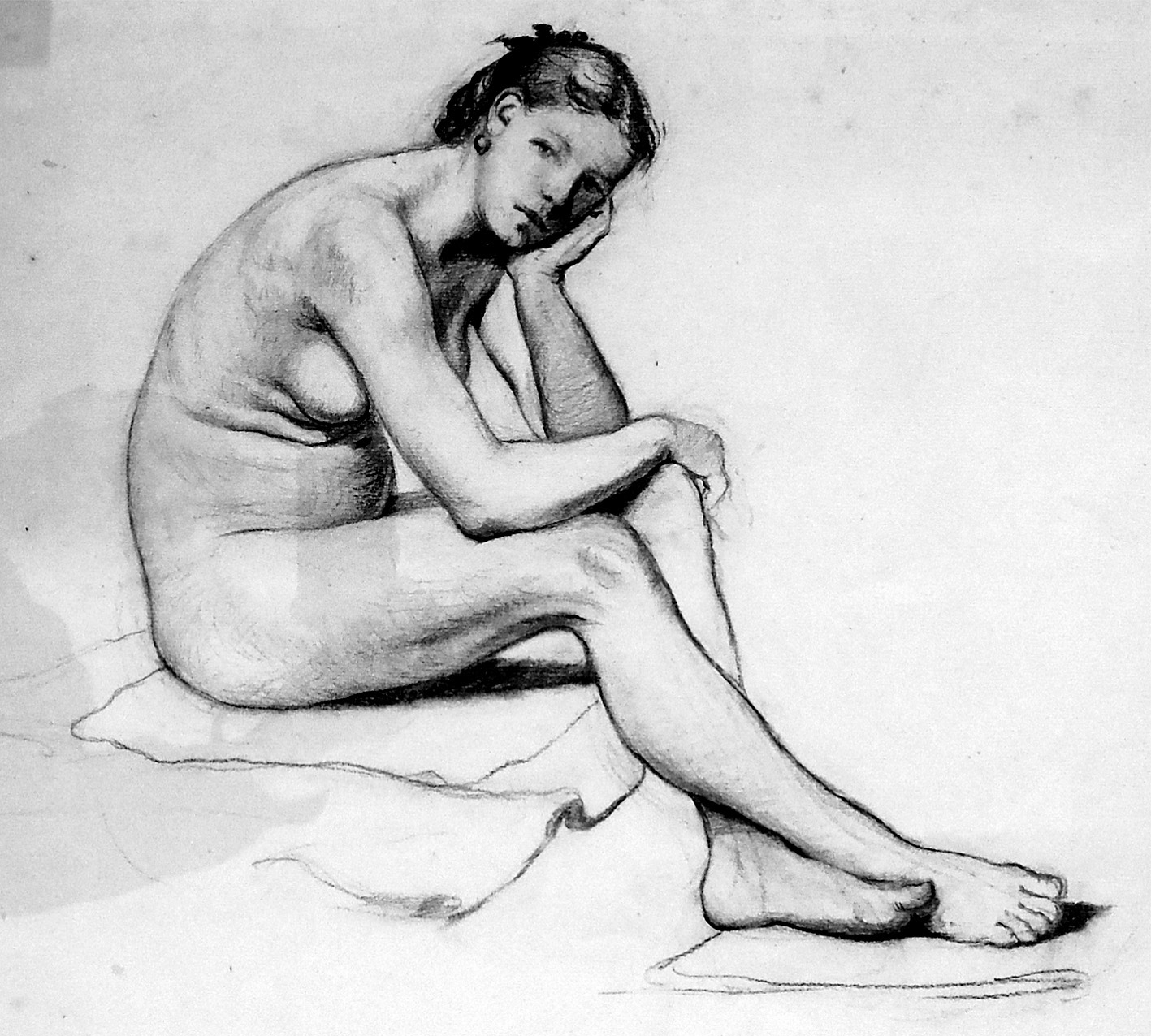
Camilla Zach-Dorn, Weiblicher Akt, Kohlezeichnung

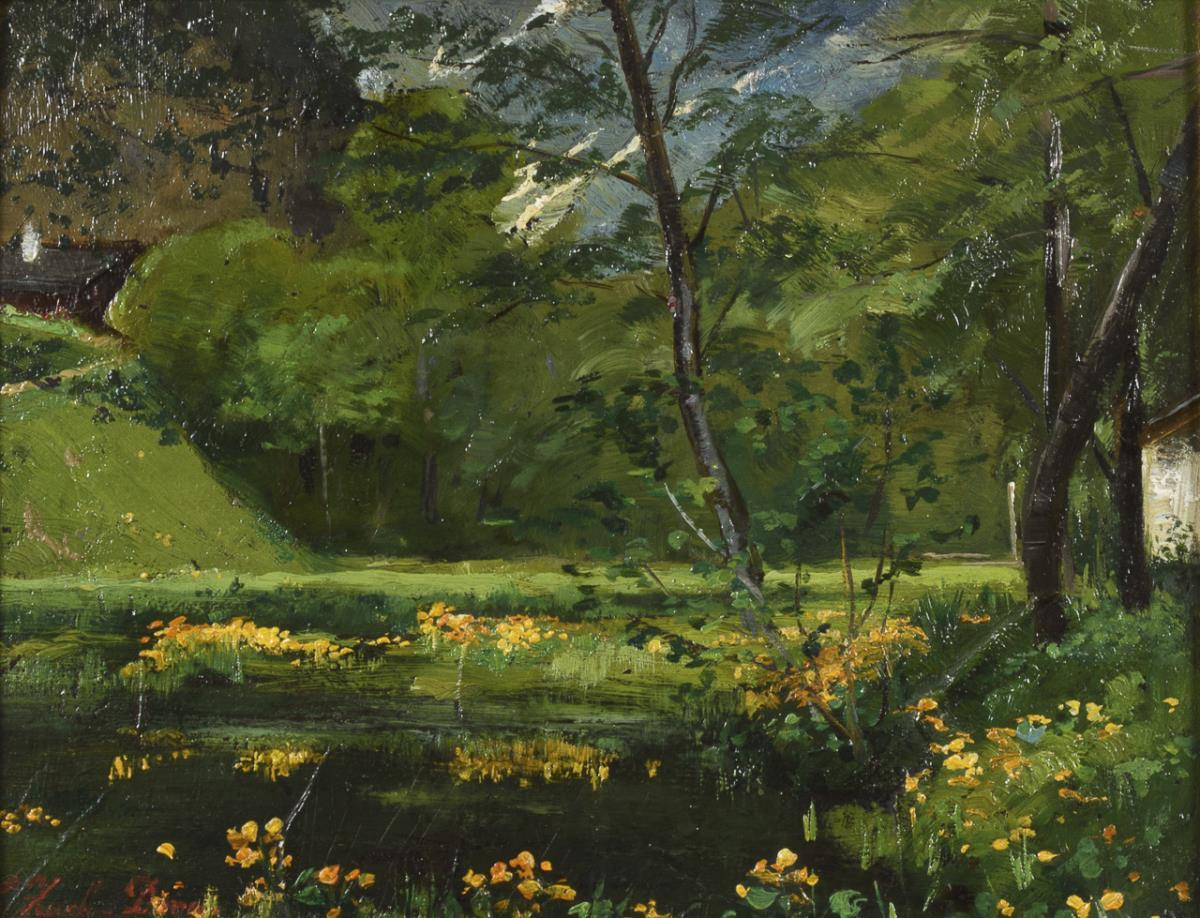
Camilla Zach-Dorn, Waldlandschaft

Camilla Zach-Dorn, geborene Camilla Zach (* 13. März 1859 in Braunschweig; † 1951) war eine deutsche Malerin.

## Leben
Von 1875 bis 1884 absolvierte Zach-Dorn ein Studium an der Königlichen Kunstschule in Stuttgart (heute Staatliche Akademie der Bildenden Künste Stuttgart). Ihre Lehrer waren die Professoren Carl von Häberlin und Claudius Schraudolph der Jüngere. Die Kunsthistorikerin Anne-Kathrin Herber, die sich in ihrer Dissertation unter anderem mit den Absolventinnen der Stuttgarter Akademie auseinandersetzt, erwähnt Zach-Dorn als eine der wenigen Studentinnen, die heute noch quellenmäßig greifbar sind. Sie war nach ihrem Studium in Stuttgart tätig.
Von 1894 bis 1900 war Zach Mitglied im Württembergischen Malerinnenverein. Daneben war sie auch Mitglied im Württembergischen Kunstverein Stuttgart.
1894 erhielt Zach die Goldene Medaille für Kunst und Wissenschaft am Band des Friedrichs-Ordens.
Camilla Zach-Dorn wohnte 1903 nachweislich in der Neckarstraße Nr. 7.

## Ausstellungen
Camilla Zach-Dorn beteiligte sich mit eigenen Werken an folgenden Ausstellungen:
- 1891 Internationale Gemäldeausstellung im Königlichen Kunstmuseum Stuttgart – mit dem Bild Mylord.
- 1893 Frauen-Pavillon auf der Weltausstellung Chicago.
- 1893 Eröffnungs-Ausstellung des Württembergischen Malerinnenvereins im Museum der Bildenden Künste, Stuttgart – mit den Bildern Jäger, Porträt eines älteren Mannes, Katze, Dachs.
- 1894 Fächerausstellung des Württembergischen Malerinnenvereins im Württembergischen Kunstverein, Stuttgart.
- 1898 1901, 1902, 1904, 1905 Ausstellungen des Württembergischen Kunstvereins, Stuttgart
- 1913 Große Kunstausstellung des Württembergischen Malerinnenvereins – vertreten mit Rubi (im Besitz des Königs).
- 1916 Württembergische Kunst 1891 bis 1916. Ausstellung zu Ehren des 25jährigen Regierungsjubiläums Seiner Majestät des Königs Wilhelm II. im Königlichen Kunstgebäude Stuttgart – mit Des Königs treuer Begleiter (im Besitz des Königs).

## Werke (Auswahl)
Zach-Dorn arbeitete schwerpunktmäßig als Porträt- und Tiermalerin, schuf aber auch zahlreiche Genrebilder. Ihr Werk ist vom Naturalismus beeinflusst. Ihre Tierbilder dienten zum Teil als Vorlage für Postkarten und erreichten dadurch einen großen Bekanntheitsgrad. Besonders ein Hundebildnis (die sogenannten Königspitzer), das 1911 zum Hochzeitsjubiläum des Königspaares als Postkarte erschien, wurde gerühmt.
Im öffentlichen Besitz sind folgende Werke von Camilla Zach vorhanden:
- Kopf eines schwarz-weiß gestreiften Hühnerhundes im Profil, ohne Jahr, Öl auf Leinwand, Staatsgalerie Stuttgart.
- Bildnis eines Unbekannten aus dem höheren württembergischen Militärdienst, ohne Jahr, Öl auf Holz, Stadtarchiv Stuttgart.
- Porträt des Ästhetikers Friedrich Theodor Vischer, ohne Jahr, Reproduktion einer Zeichnung, Stadtarchiv Stuttgart.